# Pancreas bifidum
Das Pancreas bifidum („zweigespaltene Bauchspeicheldrüse“) ist eine seltene Fehlbildung der Bauchspeicheldrüse, bei welcher der Hauptausführungsgang (Ductus pancreaticus) im Bereich des Schwanzes der Bauchspeicheldrüse wie ein Fischschwanz aufgespalten ist. Sie gehört zu den Fusionsanomalien, die durch unvollständige Verschmelzung der beiden Anlagen der Bauchspeicheldrüse entstehen.